# Koporiće
Koporiće en serbe latin et Koporiq en albanais (en serbe cyrillique : Копориће) est une localité du Kosovo située dans la commune/municipalité de Leposavić/Leposaviq, district de Mitrovicë/Kosovska Mitrovica. Selon des estimations de 2009 comptabilisées pour le recensement kosovar de 2011, elle compte 116 habitants, dont une majorité de Serbes.

## Géographie
Koporiće/Koporiq est situé à 11 km au nord-est de Leposavić/Leposaviq, sur les pentes sud-ouest des mont Kopaonik. le village fait partie de la communauté localité de Leposavić/Leposaviq.

## Histoire
Le village est mentionné pour la première fois en 1315, dans une charte du roi serbe Stefan Milutin.

## Démographie

### Évolution historique de la population dans la localité
| 1948 | 1953 | 1961 | 1971 | 1981 | 1991 | 2009 |
| ---- | ---- | ---- | ---- | ---- | ---- | ---- |
| 70   | 123  | 181  | 178  | 126  | 93   | 116  |

|  |